# 청북고등학교
청북고등학교(靑北高等學校)는 대한민국 경기도 평택시 청북읍 옥길리에 있는 공립 고등학교이다.

## 학교 연혁
- 2015년 1월 31일 : 청북고등학교 설립 인가(일반 10학급)
- 2015년 3월 1일 : 청북고등학교 개교
- 2015년 3월 1일 : 초대 최민성 교장 취임
- 2015년 3월 2일 : 제1회 입학식(10학급 302명)
- 2018년 2월 8일 : 제1회 졸업식(남 117명, 여 145명)
- 2021년 3월 1일 : 제3대 임재일 교장 취임
- 2022년 1월 6일 : 제5회 졸업식(264명, 연인원 1,317명)
- 2022년 3월 2일 : 제8회 입학식(9학급 277명)

## 참고 자료
- 청북고등학교 - 한국교육학술정보원 학교알리미